# 川田亜子
川田 亜子（かわだ あこ、1979年〈昭和54年〉1月17日 - 2008年〈平成20年〉5月25日）は、日本のアナウンサー、タレント。石川県金沢市出身。身長163cm。愛称は「アコちゃん」。
2002年4月、アナウンサーとしてTBSに入社。入社半年で、早朝報道番組『いちばん!』メーンキャスターに抜擢される。以後『がっちりマンデー!!』『Goro's Bar』『E娘!』『ネプ理科』等の番組に出演、”アコちゃん”の愛称で人気アナウンサーとなった。2007年3月にTBSを退社してフリーとなり、4月よりテレビ朝日の報道番組『サタデースクランブル』のキャスターを務めた。2008年5月25日、自宅近くの東京都港区海岸の路上に駐車されていた車内で練炭自殺した。

## TBSアナウンサー時代まで

### 生誕から大学卒業まで
- 1979年1月17日 石川県金沢市で生誕。家族は元金沢大学医学部助教授で医師の父と[1]、母、兄2人。父が「自分の病院を建てる」と語っていたことを、TBS入社後にある特番で発表したことがあった。
- 金沢大学附属小学校・金沢大学附属中学校卒業。
- 盛岡白百合学園高等学校卒業、高校時代はアメリカ留学を経験。
- 取得資格は英語検定2級とフランス語検定2級。
- 2001年9月11日 アメリカ同時多発テロ事件発生。ニューヨーク滞在中で、WTC事件を目撃した。それまで客室乗務員志望だったが、この事件でジャーナリストへの道をも考えることになった。
- 2002年3月 白百合女子大学文学部卒業[1]。

### 2002年
- 4月1日 TBSにアナウンサーとして入社[1]。同期は山田愛里。他のテレビ局1社にも内定を得ていた。
- 10月3日 「いちばん!」のキャスターでTVデビュー。

### 2003年
- 3月28日 「いちばん!」、放送終了。
- 10月11日 「爆笑問題のバク天!」、放送開始。アシスタントとして出演。
- 12月30日 「爆笑問題のバク天!」収録中に、急性胃腸炎で倒れ、都内の病院に数日間緊急入院した。

### 2004年
- 1月8日 「青木さやか・美人の素」、放送開始。アシスタントとして出演。
- 4月2日 「ウォッチ!」の毎週金曜のレギュラーとなる。芸能コーナーとCM前のお知らせなどを担当した。
- 4月4日 「儲かりマンデー!!」、放送開始。眼鏡に黒のスーツ姿で、自称「経済予報士見習い」という肩書きのリポーターで出演。
- 10月7日 「Goro's Bar」、放送開始。フロアレディあこちゃんとして、弾けたキャラで出演[1]。独自のキャラクターを如何なく発揮することが多く、青木さやかに「他の芸人から『川田さんってどこの事務所の芸人?』と聞かれた」と言われたりしていた。また、もともと太れない体質で、油断するとすぐに痩せてしまうのが悩みであることを、同番組で告白していた。

### 2005年
- 3月25日 「ウォッチ!」、放送終了。
- 4月2日 BS-i「Felice」、放送開始。MCとして出演。
- 4月3日 「儲かりマンデー!!」が「がっちりマンデー!!」としてリニューアル。
- 4月3日 「BODY」、放送開始。取材記者として出演。
- 4月5日 「ネプベガス」のレギュラーとなる。アシスタントとして出演。
- 9月29日 「青木さやか・美人の素」、放送終了。
- 10月6日 「E娘!」、放送開始。後輩アナウンサーの青木裕子とともに出演。
- 12月17日 川田亜子オフィシャルブログ「Ako's Style」、ライブドアブログで開始。

### 2006年
- 3月4日 「爆笑問題のバク天!」、放送終了。
- 4月22日 「ぴーかんバディ!」、放送開始。アシスタント、リポーターなどで出演。
- 5月13日 「ぴーかんバディ!」の放送前に、前週放送の内容による体調不良続発の問題について謝罪した。
- 6月12日 「グラビアザテレビジョンvol.3」（角川マーケティング）にて、密着取材の記事を掲載[4]。
- 6月24日 「Felice」、放送終了。
- 6月25日 「BODY」、放送終了。
- 8月12日 「ぴーかんバディ!」、放送終了。
- 8月19日 「人間!これでいいのだ」、放送開始。アシスタント、リポーターなどで引き続き出演。
- 9月26日 「ネプベガス」、放送終了。
- 9月27日 「爆笑問題の大バク天!リターンズ!!」で、半年ぶりにアシスタントとして出演。
- 10月3日 「ズバリ言うわよ! 炎の4時間メッタ斬りSP」の「ズバリ全国女子アナ幸せ白書」で、局アナとしての悩みを告白し、細木数子のアドバイスを受けた。
- 10月3日 「ネプ理科」、放送開始。アシスタントとして出演。グロテスクな巨大ナマコやウミウシを、平気で握り締める等かなりの肝の据わりっぷりで、爬虫類や昆虫類を恐れる事なく触れていた。
- 12月10日 BS-i「もえたび」、放送開始。押切もえと縁のあるゲストと3人で、プライベート旅行のロケを敢行。
- 12月25日 川田亜子オフィシャルブログ「Ako's Style」、アメーバブログの「Pure Style」に移転。

### 2007年
- 1月2日 「新春SP!押切もえ&えびちゃん最初で最後 恋と友情二人旅!」で、トップモデル2人とハワイロケを敢行。モデル顔負けのスレンダーな体型で、主役の2人に引けをとらない姿で闊歩していた。
- 2月10日 「人間!これでいいのだ」の番組終了時に、前週放送の内容による問題について謝罪した。
- 2月24日 「人間!これでいいのだ」、放送終了。
- 3月22日 「Goro's Bar」の「川田亜子卒業スペシャル」をもって同番組を卒業し[5]、最も親しかった後輩アナの青木裕子に自分の役を譲った。
- 3月29日 「E娘!」、放送終了。TBSテレビでのアナウンサーとして最後の出演番組となった。
- 4月1日 「もえたび」、放送終了。

### その他の出演番組他
テレビ
- 「はなまるマーケット、アイアムレシピ」
- 「2時っチャオ!、グルメランキング・ヨーク味わっチャオ!（毎週金曜）」
- 「チャンネル☆ロック!」
- 「J-SPORTS」
- 「島田検定SUPER!!」
- 「オールスター赤面申告!ハプニング大賞」TBS女子アナ、ハプニングコレクション
- 2004年12月16日 「健康バラエティ 寿命H診断」
- 2005年12月29日 「TARA-REBA 世紀のスポーツ大作戦」アシスタント
- 2006年1月4日 「史上空前!! 笑いの祭典 ザ・ドリームマッチ」
- 2006年4月3日 「関口宏の東京フレンドパークII、TBS局アナ軍団来襲で赤面大クラッシュ!!SP」
- 2006年4月27日、5月25日 「うたばん、TBS美人女子アナ軍団がSMAPにお悩み相談」
- 2006年6月15日 「クイズ!日本語王」ゲスト解答者
- 2006年7月12日 「ドリーム・プレス社、復活!ザ・ベストテン!」追っかけウーマン
- 2006年9月24日 「DOORS 2006」サブMC
- 2006年10月4日 「最強の男は誰だ!筋肉バトル!!スポーツマンNo.1決定戦XXXIII」リポーター
- 2007年1月1日 「森田さんの新春お天気初日の出SP」
- 2007年1月1日 「新春芸能人大接待SP次長課長のヨイショ!」
- 2007年1月8日 「峰竜太のふるさと図鑑」
- TBSチャンネル「川田亜子の日本全国ラーメン選手権〜鹿児島編〜」

ラジオ
- 「森本毅郎・スタンバイ!、スポーツスタンバイ」
- 「スポーツBOMBER!」
- 「伊集院光 日曜日の秘密基地」（月1回、第1日曜日）
- 「爆笑問題カーボーイ」（2004年9月21日）
- 「ラジオブックス」（2005年9月12日 - 15日、12月26日 - 30日、2006年9月4日 - 8日）
- 「安住紳一郎の日曜天国、ニュースのまな板さばいてにち天」（2006年1月22日、6月4日、10月1日）

## フリーアナウンサー転身後

### 2007年 退社後
- 3月23日 TBSを退社[1][6]。入社以来報道志望で、『NEWS23』のキャスターになることを夢見ていたが、バラエティ番組でのイメージが強くなっていたため、『いちばん!』と『JNNフラッシュニュース』以外の報道番組を担当することはなく、報道キャスターの夢の実現を目指し、大手芸能事務所ケイダッシュ所属のフリーアナウンサーとなった。傘下の芸能事務所には、退社前から番組でよく共演していた押切もえと蛯原友里が所属している。
- 3月25日 能登半島地震発生。ふるさとの金沢市に帰省中で、同地震に遭遇した[7]。
- 4月2日 「ラ・パルレ」の新CM発表会で、MCを務めた。フリーアナ転身後の初仕事だった。
- 4月7日 テレビ朝日『サタデースクランブル』で、念願の報道キャスターとなる[1]。
- 4月10日 映画『クイーン』公開記念イベントで、MCを務めた。
- 4月11日 テレビ朝日『オモ☆さん』、放送開始。アシスタントとして出演。
- 7月4日 「Ameba Thanks Party」開催。他の著名人ブロガーとともに参加。
- 8月13日 「金沢コレクション2007」で、MCを務めた。ふるさとの金沢城公園でのイベントだった。
- 9月25日 TBS『ネプ理科』、放送終了。
- 9月26日 テレビ朝日『オモ☆さん』、放送終了。
- 11月1日 読売テレビ制作・日本テレビ系列全国ネット『嗚呼!花の料理人』にゲスト出演。

### 2008年1月 - 4月
- 1月19日 テレビ東京系列全国ネット『出没!アド街ック天国』の「通の神楽坂」にゲスト出演[8]。
- 1月21日 読売テレビ制作・日本テレビ系列全国ネット『今夜はシャンパリーノ』にゲスト出演。
- 2月14日 日本テレビ『¥トシガイ』で[9]、高校時代に16歳でホームステイをした、アメリカの留学先であるデトロイトへの再訪の様子を放送[10]。
- 4月5日 BS朝日『鳥越俊太郎 医療の現場!』、放送開始。MCとして出演していた。
- 4月10日 読売テレビ制作・日本テレビ系列全国ネット『秘密のケンミンSHOW、47都道府県出身スター大集合!新企画も満開SP!!』に、石川県民として出演。同番組の正式な出演者として放送されたのは、これが最初で最後となった。

### その他の出演番組他
TBS・毎日放送系列
- 2007年10月13日 『クイズ ダウトをさがせ!2007』
- 2008年1月16日 『魚王（うおう）!芸能界釣り王決定戦!』
- 2008年2月3日 『夢の扉 〜NEXT DOOR〜』でナビゲーターを務める[11][12]。

テレビ朝日・朝日放送系列
- 2007年10月21日 『世界の子供がSOS! THE・仕事人バンク マチャアキJAPAN』
- 2007年11月27日 『たけしの本当は怖い家庭の医学』
- 2008年1月6日 『女子プロ花の6人組ゴルフ対決』
- 2008年2月2日 PR特番『特命係長 只野仁 スペシャル in 台湾』で高橋克典と台湾ロケ[13]

フジテレビ・関西テレビ系列
- 2007年7月18日 『グータンヌーボ』[14]
- 2007年12月13日 『奇跡体験!アンビリバボー』
- 2007年12月16日 『熱血!平成教育学院』
- 2008年1月3日 『平成教育委員会・2008年ねずみ年だよ謹賀新年今年も考えチューだよSP』

日本テレビ系列
- 2008年2月2日 『世界一受けたい授業』[13]

ラジオ
- 2008年3月20日 『MUSICO presents NEW STYLE, NEW LIFE 』(J-WAVE)[15]
- 2008年5月5日 『Swatch Japan presents JOY OF LIFE 』(TOKYO FM)[16]

### 2008年5月以後
- 5月7日から、オフィシャルブログに悩みを書き込むようになり、閲覧していたファンや関係者の間から心配する声があがった[1]。5月12日には「母の日に私は悪魔になってしまいました。産んでくれた母に生きている意味を聞いてしまいました。母の涙が、私の涙が止まりませんでした」といった内容が書かれたが[1][3]、この日の日記は数日後に削除された。日記の内容の問題は、週刊誌などの誌面でも度々取り上げられた[注釈 1]。
  - 日記の削除後、14日の投稿で、返信のコメントに元気を貰い助けられているとしながら、沢山の人に心配を掛けるので、元気を取り戻すまではこの件で対話を休息したい旨が記され、それは本望ではなく「気持ちが伝えられないのは寂しい」という思いも示された[17][18]。また16日には仕事の関係者への感謝が述べられた[19]。翌17日に体がまだ元気とはいかず、「情けない 今日もがんばらないと！」と綴られ[20]、21日に言葉が出て来ないと発信[21]。22日の投稿では、昔は読書やお茶で楽しかった仕事の合間の時間も、今は苦痛でせつなく、ホテルのロビーで幸せそうにしている人々を眺めて、胸が締めつけられると心境が吐露された[22][注釈 2]。
- 5月18日 『がっちりマンデー!!』ではいつもどおりリポートしていたが[24]、フリーアナ転身後は不定期出演となっていた。この日のリポートが同番組での最後の出演となった。
- 5月24日 『サタデースクランブル』とその後にMCを務めたトークショーでは、元気がなかったものの問題なく進行した。これが最後の公の姿となった[23]。同日放送の『医療の現場』と日本テレビ系列『世界一受けたい授業』にも出演していたが、川田の氏名が正式な番組出演者として放送されたのは、この日が最後となった。

- 5月26日午前6時15分頃、東京都港区海岸の路上に駐車していた白いメルセデス・ベンツ車内（社有車）で、ドアにもたれかかり倒れていたところを発見され、警視庁三田警察署により死亡が確認された[1]。車内から家族に宛てた遺書と練炭が発見されたことから、自殺と見られている[1][25][注釈 3]。29歳没[2]。川田を悩ませていた事柄は複数あった様子で、独立後の仕事内容、元恋人と噂されたT氏（所属事務所幹部）との関係のこじれ、最後に交際していた外国人平和運動家のトラブルに一緒に巻き込まれていた、など諸説がその後に報じられた[1][26]。
- 5月28日 川田亜子オフィシャルブログ「Ako's Style」（Pure Style）に、所属事務所がファンと関係者に向けた謝罪文を掲載し、当日付での同ブログ閉鎖を発表した[27]。
- 5月31日 『サタデースクランブル』の冒頭で、追悼コーナーが設けられた。一緒にMCを務めてきたアナウンサーの松井康真による訃報の報告とともに、生前の川田の笑顔の写真がスタジオに置かれ、出演者一同が川田の冥福を祈った。写真は番組のエンディングにも置かれていた。
  - 『医療の現場』の冒頭でも、一緒にMCを務めてきた鳥越俊太郎による訃報の報告が行われ、川田の冥福を祈った。
- 6月1日 『がっちりマンデー!!』の番組終了後に、生前の同番組出演時の静止画像とともに、追悼メッセージを放送した。TBS時代に時々出演していた同局ラジオ『安住紳一郎の日曜天国」』では、先輩アナウンサーの安住紳一郎が涙ながらに川田との思い出を語った。
  - 川田と縁があった爆笑問題とアナウンサーの青木裕子がレギュラー出演している同局テレビ『サンデージャポン』では、追悼を兼ねた訃報を番組最後に放送した。
そのあとに放送の『アッコにおまかせ!』では、同番組代理アシスタント出演時の静止画像とともに、追悼を兼ねた訃報を放送した。
  - 同局ラジオ『爆笑問題の日曜サンデー』のニュースコーナー「ラジオサンデージャポン」では事件について太田光が語った。
- 番組での共演者や縁のあった有名人の何人かは、自身のブログで追悼コメントを綴った。TBSアナウンサー時代の先輩の海保知里[28]、『Goro's Bar』で共演の小原正子[29]、『BODY』で共演の田中雅美[30]と広澤草[31]。何度か一緒に仕事をした有名人では、辺見えみり[32]、伊達みきお[33]。同業者としては東北放送アナウンサー時代からの通算で1年先輩となる根本美緒は、TBSアナウンサー時代からの川田と縁があったことなどから、訃報を知った後に自分なりの言葉で悲しみを綴った[34]。また直接関わりはなかったが、同業者としては後輩となる御影倫代[35]と立花麻理[36]も、訃報についてのコメントを自身のブログで綴った。
- 6月6日 川田亜子オフィシャルブログ「Ako's Style」（Pure Style）、閉鎖発表後の一定期間を経て削除された[注釈 4]。ライブドアブログ時代の方は残存。
- 6月12日 『秘密のケンミンSHOW』に石川県民として、同年4月10日のSP以来2度目の出演をしていたが、川田の出演シーンが大幅にカットされた上に、氏名や追悼のテロップは一切表示されなかった。
- 12月26日 TBS系列全国ネット『平成ニッポン20年史!』の中で、『爆笑問題のバク天!』のオープニングが放送されたが、川田の姿はぼかし処理されていた。これ以降テレビ放送において、川田の出演シーンが放送されたことはない。
- 2008年6月以降の川田に関する報道は、一部報道番組での追悼を除き一切行われていない。
- 2009年5月25日 一周忌のこの日TBSラジオ『小島慶子 キラ☆キラ』のオープニングで、TBS時代の先輩であるMCの小島慶子（放送当時はTBSアナウンサー）が、涙ながらに川田との思い出を語った[37]。
- 2010年9月20日深夜（関東地区など） TBSテレビ『G.I.ゴロー』の最終回において、6年間続いた「稲垣吾郎一座」シリーズとしても終了することとなり、シリーズ3番組の出演者・スタッフのエンドロールが流される。この中に、『Goro's Bar』の従業員の一人として川田の名が記されていた。
- 2018年5月27日、『安住紳一郎の日曜天国』にて安住が川田の10周忌の話を切り出し、終始声を詰まらせながら思い出を語った。その後KOKIAの「ありがとう…」をレクイエムとして流した[38]。